# إرنست براون
إرنست براون (بالإنجليزية: Ernest Brown)‏ (17 مايو 1979 بذا برونكس في الولايات المتحدة - ) هو لاعب كرة سلة أمريكي في مركز الوسط. لعب مع ميامي هيت وهارلم غلوبتروترز.

## وصلات خارجية
- إرنست براون على موقع إن بي أي (الإنجليزية)
- إرنست براون على موقع سبورتس رفرنس (الإنجليزية)
- إرنست براون على موقع كرة السلة الأوروبية.كوم (الإنجليزية)
- إرنست براون على موقع ريلجم (الإنجليزية)
- إرنست براون على موقع بروبوليرز (الإنجليزية)
- إرنست براون على موقع سبورتس رفرنس (الإنجليزية)
- إرنست براون على موقع سبورتس رفرنس (الإنجليزية)